# Joseph Faust
Joseph Faust (* 8. September 1856 in Johannisberg; † 31. Juli 1919 in Hochheim) war ein deutscher katholischer Pfarrer und Autor zahlreicher Bühnenstücke, die er für das katholische Laientheater verfasste.

## Leben
Joseph Faust studierte Theologie und wurde am 21. Dezember 1883 in Rom zum Priester geweiht. 1894 hatte er sein Benefiziat in Rauenthal (Rheingau). Ab 1897 war er zunächst als Pfarrer in Werschau tätig. 1897 bis 1901 war er Pfarrer in Sossenheim. Am 1. Oktober 1904 wurde er als Nachfolger von Johannes Krah Pfarrverwalter und am 1. September 1905 Pfarrer in Oberbrechen. Dieses Amt hatte er bis zu seiner Pensionierung 1911 inne. Sein Nachfolger als Pfarrer wurde Johann Dausenau.

## Werke (Auswahl)
- Das Weihnachtsfest eines armen Waisenkindes, Paderborn, 1891.
- Alexius, der verborgene Edelstein, Köln 1891.
- Die Verkündigung, Paderborn, 1893.
- Elmar, Limburg 1897 (in der DNB wird eine 10. Auflage von 1914 geführt).
- Im Glauben standhaft, Drama 1899 (in der DNB wird die 6. Auflage von 1914 geführt).
- Weihnachtsbilder (2 Dramen in 2 Bänden), 1900.
- Die Verschwörung Babingtons, Drama 1900.
- Im Kreuz ist Heil, Drama 1904 (in der DNB wird eine 4. Auflage von 1914 geführt).
- Der psychologische Photograph, Schwank 1909 (in der DNB wird die 2. Auflage von 1914 geführt).
- Das Stiftungsfest der Junggesellen. Frühestens 1910.[1]
- Ein nächtlicher Ueberfall, 1913.
- Gesühnt, 1915.
- Deutsche Frauen, 1916.
- Römer und Germane.[2]
- Schwarz Weiss Rot, 1918.
- Lebendig begraben, 1920, 4. Aufl.
- Preziosa oder Die Rache der Zigeunerin, Schauspiel, 1921, 3. Aufl.